# Monti di Roccaraso
I monti di Roccaraso sono un gruppo montuoso dell'Appennino abruzzese, compresi all'interno del massiccio del monte Greco, facente parte dei monti Marsicani, nella bassa provincia dell'Aquila, in Abruzzo.

## Descrizione
Delimitano a est il piano Aremogna con gli impianti di risalita e le piste da sci di Roccaraso, Aremogna e Pizzalto, appartenenti al comprensorio sciistico dell'alto Sangro. Verso ovest guardano verso il monte Greco, verso nord il monte Pratello e l'altopiano delle Cinquemiglia, a nord-est il massiccio della Maiella e più in generale l'intera area degli altipiani maggiori d'Abruzzo con Pescocostanzo, Rivisondoli e Rocca Pia. Raggiungono l'elevazione più alta con il monte Toppe del Tesoro (2140 m s.l.m.).